# (13192) Quine
(13192) Quine est un astéroïde de la ceinture principale.

## Description
(13192) Quine est un astéroïde de la ceinture principale. Il fut découvert le 31 janvier 1997 à Prescott par Paul G. Comba. Il présente une orbite caractérisée par un demi-grand axe de 2,29 UA, une excentricité de 0,14 et une inclinaison de 0,7° par rapport à l'écliptique.

## Compléments